# اشتاینبرگ آم زی
اشتاینبرگ آم زی (به آلمانی: Steinberg am See) یک شهر در آلمان است که در بایرن واقع شده‌است.

## خصوصیات
اشتاینبرگ آم زی ۲۰٫۲۲ کیلومترمربع مساحت دارد ۳۷۲ متر بالاتر از سطح دریا واقع شده‌است.